# Aargauischer Tierschutzverein
Die gemeinnützige Tierschutz-Organisation Aargauischer Tierschutzverein ATs ist eine Non-Profit-Organisation, die sich seit 1869 für den Tierschutz im Kanton Aargau einsetzt. Sie ist eine der ältesten Tierschutz-Organisationen in der Schweiz, politisch und konfessionell neutral, und fungiert als offizielle kantonale Meldestelle für Findel- und vermisste Tiere.
Sie ist eine Sektion des Schweizer Tierschutz STS.

## Geschichte
Am 23. Dezember 1854 wurde im Kanton Aargau das Gesetz über Thierquälerei erlassen, in dem die Misshandlung von Tieren erstmals unter polizeiliche Strafe gestellt wurde. Mit 234 Mitgliedern gründete sich dann am 4. Mai 1869 der Aargauische Tierschutzverein und wuchs bereits im Folgejahr auf 730 Mitglieder an. Die damaligen Schriften sind im ATs archiviert und beschreiben zum Beispiel, dass die erste Generalversammlung 1870 aufgrund unerwartet hereingebrochener kriegerischer Ereignisse nicht abgehalten werden konnte.

## Aktivitäten
Der Verein fängt ein, pflegt und vermittelt Katzen, Hunde und Kleintiere wie z. B. Kaninchen, Ratten oder Vögel wie Wellensittiche und Tauben. Die Mitarbeitenden kümmern sich auch um Tiere die ausgesetzt wurden, oder nach Verletzungen über die Meldung von Bürgern, die Polizei oder von Tierärzte beim Tierschutzverein landen.
Hundespaziergänge und Katzenstreicheln sind wichtige Unterstützungen seitens der Freiwilligen für die neun fest Angestellten. Etliche Tiere, die nicht mehr vermittelt werden können, sei es, weil sie ärztliche Behandlung benötigen, sei es, weil sie den menschlichen Umgang nach ihren schlechten Erfahrungen nicht mehr zulassen können, haben als Patentiere ihren festen Platz im Tierheim.